# Rems-Murr-Bürgerradio
Das Rems-Murr-Bürgerradio (kurz RMB) war ein privater Radiosender in Waiblingen, welcher von 1988 bis 2004 existierte.

## Geschichte
Am 6. Dezember 1988 nahm das Rems-Murr-Bürgerradio (RMB) seinen Sendebetrieb auf, musste diesen jedoch bereits nach wenigen Stunden aufgrund eines Formfehlers der LfK Baden-Württemberg bei der Lizenzvergabe einstellen. Erst im Juli 1989 konnte das RMB wieder seinen Probebetrieb aufnehmen, und am 21. August 1989 startete das reguläre Sendeprogramm. Anfangs war der Empfang nur terrestrisch im Rems-Murr-Kreis möglich, später war ein Empfang auch in den Landkreisen Ludwigsburg und Stuttgart sowie über Kabel möglich.
Der Eigentümer des Radiosenders war die Familie Weng, welche aus gesundheitlichen Gründen ihre Anteile am Sender 2004 an Energy Stuttgart verkaufte. Damit endete die Geschichte des Rems-Murr-Bürgerradios als eigenständiger Sender. Seither erfolgt die Ausstrahlung des Sendebetriebs von NRJ von Ludwigsburg aus.

## Trivia

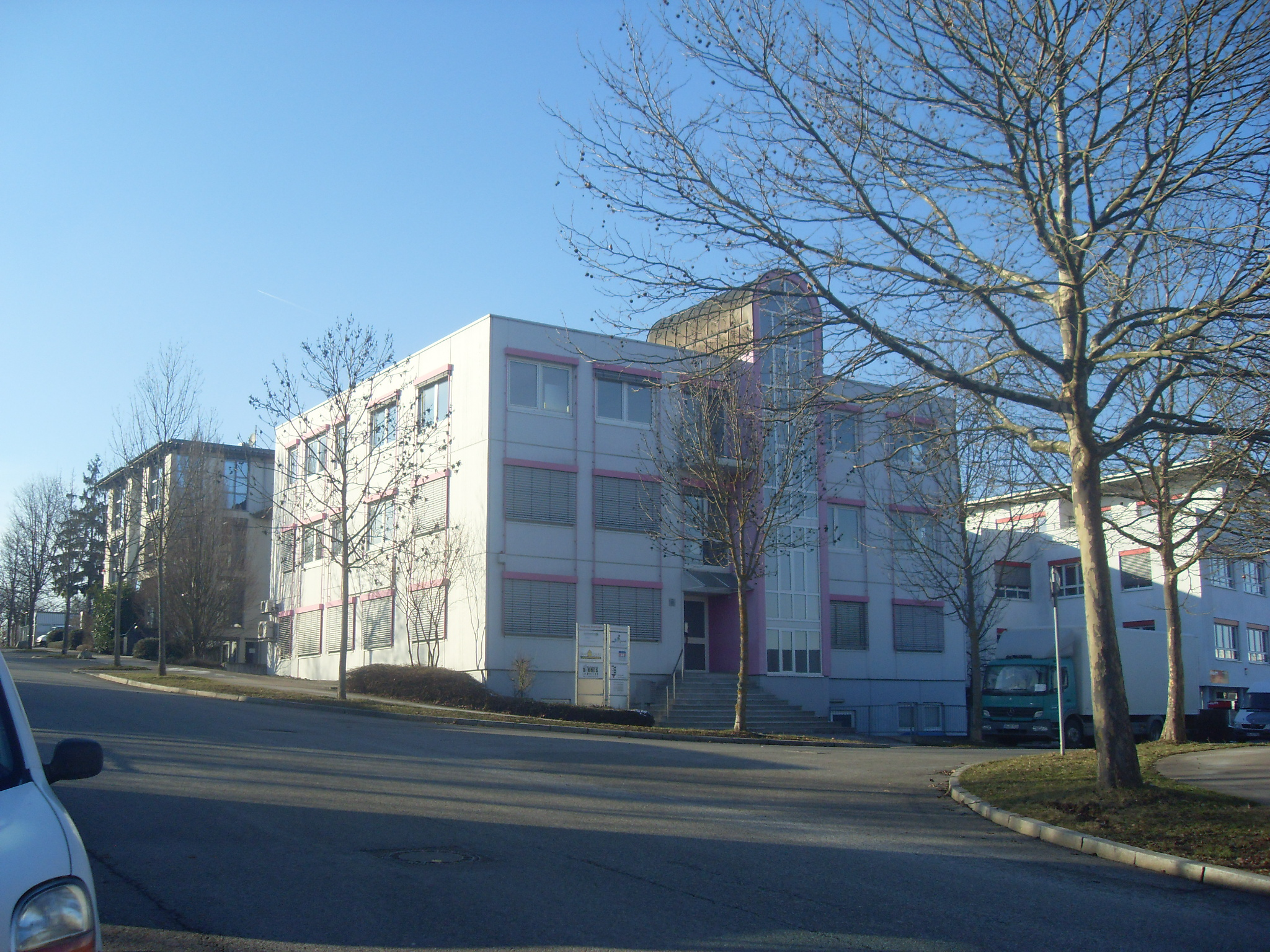
Das ehemalige Funkhaus im Waiblinger Industriegebiet Eisental im Jahre 2013.

Zu Beginn des Sendestarts wurde aus einem Keller in einem Haus in der Waiblinger Dammstraße gesendet. 1993 zog der Sender – als erster privater Hörfunksender in Baden-Württemberg – in ein eigenes Funkhaus in die Anton-Schmidt-Straße 36 (Lage) im Waiblinger Industriegebiet Eisental um. Im Funkhaus befand sich im Kellergeschoss ein eigenes Tonstudio, welches den Namen B 14 Tonstudio trug. Die in Sichtweite des einstigen Funkhauses verlaufende Bundesstraße 14 stand als Namensgeber für das Tonstudio Pate. 2003 wurde das Tonstudio aufgegeben.
RMB sendete von Januar 1990 bis August 2000 ein wöchentliches Jazzprogramm, moderiert von Theo Bachteler, die RMB SWINGTIME, und sorgte mit mehr als 10 Jahren regelmäßig präsentiertem Jazz im Privatfunk für einen Rekord in der deutschen Radiolandschaft.